# Tremplin des Bas-Rupts
Die Tremplin des Bas-Rupts ist eine Skisprungschanze in der französischen Gemeinde Gérardmer im Département Vosges in Lothringen.

## Geschichte
Schon zu Beginn des 20. Jahrhunderts gab es in Gérardmer Skisprungwettbewerbe.
Zu diesem Zeitpunkt existierten noch die beiden Schanzen Tremplin de la Grange Paveleuse mit dem K-Punkt 30 sowie Tremplin du Biasot.
2005 entstand an der Stelle der ehemaligen K 30-Schanze die Tremplin de la Mauselaine (K 15), welche nach dem örtlichen Skigebiet La Mauselaine benannt wurde.
In den Jahren 2009/2010 wurde an anderer Stelle eine moderne K 65 Mattenschanze für 1,2 Mio. € erbaut, die am 20. August 2010 feierlich eröffnet wurde. Neben internationalen Wettbewerben, wie etwa im Zuge des FIS-Cups 2011, werden auch nationale Veranstaltungen ausgetragen. Anfang März 2014 war die Anlage der Austragungsort für die Nordischen Skispiele der OPA.

## Internationale Wettbewerbe
Genannt werden alle von der FIS organisierten Wettbewerbe.
| Datum           | Kategorie                | Schanze | 1. Platz                                                       | 2. Platz                                                              | 3. Platz                                                                                |
| --------------- | ------------------------ | ------- | -------------------------------------------------------------- | --------------------------------------------------------------------- | --------------------------------------------------------------------------------------- |
| 28. Juli 2011   | FIS-Cup                  | HS 72   | MacKenzie Boyd-Clowes                                          | Jason Lamy Chappuis                                                   | Jan Mayländer                                                                           |
| 29. Juli 2011   | FIS-Cup                  | HS 72   | MacKenzie Boyd-Clowes                                          | Jan Mayländer                                                         | Jason Lamy Chappuis                                                                     |
| 1. März 2014    | Nordische Spiele der OPA | HS 72   | Julia Huber                                                    | Sonja Schoitsch                                                       | Elisabeth Raudaschl                                                                     |
| 1. März 2014    | Nordische Spiele der OPA | HS 72   | Claudia Purker                                                 | Lara Malsiner                                                         | Agnes Reisch                                                                            |
| 2. März 2014    | Nordische Spiele der OPA | HS 72   | Paul Winter                                                    | Markus Rupitsch                                                       | Florjan Jelovčan                                                                        |
| 2. März 2014    | Nordische Spiele der OPA | HS 72   | Maximilian Lienher                                             | Aljaž Osterc                                                          | Mika Schwann                                                                            |
| 2. März 2014    | Nordische Spiele der OPA | HS 72   | Österreich IClaudia Purker Julia Huber Elisabeth Raudaschl     | Deutschland IArantxa Lancho Luisa Görlich Agnes Reisch                | Österreich IILisa Eder Sarah Rieder Sonja Schoitsch                                     |
| 2. März 2014    | Nordische Spiele der OPA | HS 72   | Deutschland Axel Mayländer Tim Fuchs Martin Hamann Paul Winter | Slowenien IMatja Stemberger Nik Fabijan Florjan Jelovčan Urban Rogelj | Österreich IJan-Oswald Krassnegger Markus Rupitsch Michael Falkensteiner Patrick Kogler |
| 26. August 2021 | FIS Cup                  | HS 72   | Joséphine Pagnier                                              | Julia Clair                                                           | Yūka Setō                                                                               |
| 27. August 2021 | FIS Cup                  | HS 72   | Julia Clair                                                    | Yūka Setō                                                             | Joséphine Pagnier                                                                       |